# 珲春市
珲春市（穆麟德轉寫：Huncun；达斡尔语：《达汉对照词典》记音符号；中国朝鲜语：／ Hunch'un si */?），是中国吉林省延边朝鲜族自治州东部的县级市。地处于中国、朝鲜、俄罗斯三国交界地带。面积5,145平方公里。

## 地理
位于吉林省东南部图们江下游地区，东南与俄罗斯滨海边疆区克拉斯基諾接壤，西南隔图们江与朝鲜罗先直辖市相邻。全市面积5145平方公里，辖4镇5乡（其中两个满族乡）、4个街道办事处和边境经济合作区、珲春出口加工区、珲春中俄互市贸易区。珲春市是中国唯一一个面向日本海的港口，中、朝、俄三国陆路相联，中、朝、俄、韩、日五国水路相通，周围50至850公里内分布着波西耶特灣、扎鲁比诺、海参崴、纳霍德卡、东方、罗津、先锋、釜山、新潟等俄罗斯、朝鲜、韩国、日本港口，是国际客货海陆联运的最佳结合点。2015年已开通高铁。

## 自然资源
珲春市自然资源非常丰富。已探明煤炭储量7.78亿吨，远景储量12亿吨以上，是吉林省最大的煤田。全市森林覆盖率为 76.5%，活立木总蓄积量为5,128万立方米。盛产人参、鹿茸、蜂蜜、哈什蚂等名贵滋补药材和松茸、木耳等土特产资源1,000多种。

### 森林资源
珲春市森林覆盖率为76.5%，活立木总蓄积量为5128万立方米。珲春市境内共有大小河流52条，水资源总量20.58亿立方米，人均占有水量12770立方米。珲春市土特产资源1000多种，盛产人参、鹿茸、蜂蜜、哈什蚂等名贵滋补药材和松茸、木耳等土特产品。

### 水资源
珲春依山傍海，雨量充沛，水系发达，泡塘遍布，水资源丰富，全境多年年平均水资源总量20.58亿立方米，人均占有水量12770立方米。境内大小河流52条，其中一级支流5条，二级支流34条，三级支流11条，四级支流2条。珲春老龙口水利枢纽库容3.67亿立方米，可供30万人使用。经评价鉴定的天然饮用矿泉水3处，均为含锶的偏硅酸矿泉水。

### 矿产资源
珲春市自然资源非常丰富，境内有珲春、春化、敬信等几个沉煤盆地，煤炭探明储量7.78亿吨，远景储量12亿吨以上，是吉林省最大的煤田。总设计开采规模700万吨/年，2013年开采量为500万吨。珲春地区是吉林省第二大黄金带，已发现大型矿床2处。珲春紫金矿业有限公司利用珲春丰富的金铜矿资源以及周边国家资源，建设了矿山开采个金铜冶炼厂，年产黄金1吨，铜4000吨。此外，初步探明珲春的钨金属储量11.4万吨，具有较高的经济价值。

### 林木资源
珲春域内拥有林地面积44万公顷，木材储积量4500万立方米。年度采伐量12万立方米。主要树种有红松、云杉、落叶松、水曲柳、椴木、柞木、桦木等。其中优质大径阔叶材比重较大，柞木占活立木总储积量的36.6%，为生产地板，家具等林木制品工业提供了充足的原料保证。

### 土地资源
珲春市拥有耕地面积2.9万公顷，耕地、林地、牧草地之和占珲春市土地总面积的93.7%。耕地集中联片、地势平坦，坡度小于15度的耕地占99%，有利于发展粮食、蔬菜、药材及畜牧业。粮食作物主要以水稻、大豆、玉米为主。此外，珲春土壤内富含晒元素，经检测地上农作物果实均富含硒元素，长期食用，对人体健康十分有益。

### 湿地资源
珲春市境域湿地主要为敬信湿地。敬信湿地是省级湿地保护区，位于图们江入海口处，连片面积5874公顷，水域沼泽800余公顷。

### 动物资源
珲春野生动物种类、数量繁多，其中国家一级重点保护的野生动物有东北虎、豹、梅花鹿、紫貂、原麝等；国家二级重点保护的野生动物有黑熊、马鹿、猞猁、花尾榛鸡等。

## 地名
“珲春”名称的由来。最早在《金史》中有“浑蠢”名，后来在《明史》中也出现了“浑蠢”之名，为女真语也就是后来的满语“边地、边陲、边陬（角落）、近边”之意。
据《珲春县志》和《珲春乡土志》记载：珲蠢为魏晋时“沃沮”二字的变音。凡勿吉、窝集、扶余皆此音之转。诸多史料中，“浑蠢”还写作“浑淖浑”、“温车恨”、“浑蠢浑”、“弗出浑”、“弗出”、“训春”等，最后音译汉化为“珲春”。从“沃沮”到“浑蠢”再到“珲春”，变化很大，但都是不同历史时期由于满语音译所用汉字不同造成的差异，“珲春”是最后较稳定的译音。

清初有部落名曰“珲春”（穆麟德轉寫：huncun）。
由于隶属延边朝鲜族自治州，珲春有朝鲜语名称“훈춘”，与其汉语名“珲春”情况一致，均为满语音译而来。因此“훈춘”并不是“珲春”的汉字音转写，“珲春”真正的汉字音为／。

## 历史
珲春的历史可上溯到新石器时代，四千多年前原始社会的新石器时代就有肃慎族在珲春繁衍生息，截至2013年已发现20余处新石器时代遗址。由于珲春远离内地，因此，当时的生产力相对落后，在中原地区的秦汉时期，珲春始入青铜器时代。但当时肃慎人在生产方式上已有所发展，除渔猎外，种植和养殖已居重要地位。
周秦时期为肃慎地，汉、晋为挹娄，北魏时期属勿吉地，据《三国志》和《新唐书》记载：早在公元前27年（汉河平二年），今珲春市境内的温特赫部城就已是高句丽的栅城。
至隋唐时期珲春进入第一次兴盛期，隋至唐初为拂捏靺鞨之南境，白山部之东境，后属渤海南京南海府。珲春的防川是隋唐时期举世闻名的“日本道海上丝绸之路”。唐代的经济文化、民俗宗教由此传到日本，促进了两国经济文化交流。唐属渤海国曾建都于珲春八连城，彼时珲春已成为享誉东北亚的著名国际商埠，其辖地包括海参崴等地区。
金朝时期为完颜部肇基王业之地，后属上京海兰路。元朝时期属开元路。
明代于此地设置珲春卫，一向被视为边寨重地。明朝奴尔干都指挥使司下属的密拉卫、乌尔珲山卫、童宽山卫（今珲春通肯山）等，都设在珲春一带。
明末为满族舒穆禄氏所据。
清顺治十年（1653年）此地为宁古塔昂邦章京统辖地，属封禁区。
1714年（清康熙五十三年），清政府设珲春协领，这是有资料可查的珲春地名第一次在官方出现。次年始建协领衙门于浑蠢水（即珲春河）之北，并开始建城。
雍正七年（1729年）隶属宁古塔副都统。
1859年（清咸丰九年），珲春协领升为副都统衔协领。
1869年-1875年间，大批朝鲜人由于饥荒、战乱，纷纷越过图们江垦荒谋生，形成了珲春朝鲜族的雏形。光绪七年（1881年）撤销协领，改设珲春副都统，延吉全境归珲春副都统管辖。珲春增设副都统，首任副都统依克唐阿在珲春筑城，同年设吉林边务督办、珲春招垦局。
光绪十二年（1886年）7月，都察院左副御史吴大澂与俄方签署《中俄珲春东界约》，重新勘定珲春一带的中俄边界，明确了中国拥有图们江出海权。
光绪十五年（1889年）改为珲春府。中俄边界清勘界碑(土字碑)在2019年10月16日，国务院公布其为第八批全国重点文物保护单位。

1909年（清宣统元年），设珲春厅，招民垦荒、驻靖边军、置防俄炮台、修通道路、整设驿站，使珲春进入了重新建设时期。宣统二年（1910年）设置珲春厅，隶属东南路道。
1913年（民国二年），珲春厅改为珲春县。民国十八年（1929年）东北政务委员会成立，废道制，县归省直辖，珲春县直隶吉林省，为一等县。
民国三年（1914年）六月，民国政府重更道制，东南路道改为延吉道，撤珲春厅建县，珲春县为延吉道所辖。
1938年7月末8月初，日、苏两国之间围绕着珲春防川的张鼓峰、沙草峰两个高地进行的一场军事冲突，史称“张鼓峰事件”。该战役因改变了第二次世界大战的历史进程而被毛泽东写入《苏联人民的利益和中国人民的是一致的》一文。苏联著名歌曲《喀秋莎》就诞生于张鼓峰事件。
民国三十四年（1945年）东北光复。10月，筹建珲春县民主政府，划归吉合区行政委员会延边地区管辖。11月，成立珲春县民主政府。11月21日，全县划为1个市、8个区。隶属于吉林省政府延边行政督察专员公署。
1946年1月，珲春县隶属于吉辽省吉东分省。

1947年－1949年，琿春市屬松江省管轄

民国三十六年（1947年），國民政府公布东北新省区方案，改东北为九省，珲春县为松江省所辖，以后珲春先后称县、城区、城关区、第一区、镇等。1947年2月，珲春县隶属于延边专区（9月延边专区改名为吉东专区，1948年3月吉东专区改称延边专区）。
1949年5月30日，珲春县政府更名为珲春县人民政府。
1952年9月3日，延边朝鲜族自治区成立，珲春县隶属于延边朝鲜族自治区。
1955年12月，根据宪法规定。延边朝鲜族自治区改为自治州，珲春县隶属于自治州至今。同年，珲春县人民政府更名为珲春县人民委员会。
1968年，撤销珲春县人民委员会，成立珲春县革命委员会。1980年，撤销珲春县革命委员会，成立珲春县人民政府。
1988年6月14日，吉林省人民政府文件通知：民政部文件批复，经国务院批准，同意撤销珲春县，设立珲春市（县级市）。以原珲春县行政区域为珲春市的行政区域。新设立的珲春市，仍由延边朝鲜族自治州管辖。
1991年，国务院批准珲春为国家级对外开放城市，珲春市开始对外开放。
1992年被3月9日，国务院批准为国家级开放城市。
2009年8月，国家批复实施《中国图们江区域合作开发规划纲要—以长吉图为开发开放先导区》，并确定珲春为长吉图开发开发开放“窗口”城市。
2012年4月，国家又在珲春市批准设立中国图们江区域（珲春）国际合作示范区。
2015年11月4日，中俄边境地名碑树立仪式在吉林省珲春市春化镇中俄边境线举行，此次共有5处全新的实体界碑、地名碑正式落成。
1993年，中俄两国重新勘定东部边界，在珲春市春化镇东北部瑚布图河畔从俄罗斯划入中国珲春4.7平方千米土地。
2014年，经中国国务院批准，在划归的土地上新确定了“界牌岭、托伦岗、吉龙沟、红漆桩、蓝香坪”五处地名。
2015年11月，中俄边境地名碑树立仪式在吉林省珲春市春化镇中俄边境线举行，此次共有5处全新的实体界碑、地名碑正式落成。这块土地划归中国后，珲春市版图上新增了瑚布图河这条唯一向北流淌的河流。河流对岸毗邻俄罗斯滨海边疆区的乌苏里斯克地区，距俄罗斯远东地区最大的中国商品集散城市乌苏里斯克市仅有60公里。

## 行政区划

### 区划沿革
- 1945年11月21日，珲春县划为1个市、8个区。1947年12月26日，汪清春芳区划归珲春县。珲春县辖10个区。1948年，珲春县城区更名为城关区。
- 1950年12月6日，将10个区改用序数排列命名。
- 1956年4月14日，珲春县辖1个镇：珲春镇，1个区、21个乡、86个村。
- 1958年1月，调整为1个镇、14个乡。9月，全县改划为10个人民公社，87个大队。
- 1960年8月27日，吉林省人民委员会批准，将珲春县的三岔河、小山、桦树杖子划归黑龙江省东宁县管辖。
- 1961年，又平划英安、杨泡、镇郊3个公社，共为13个公社。
- 1964年11月26日，改珲春镇人民公社管理委员会为珲春镇人民委员会。全县划为1个镇、12个公社。
- 1980年初，珲春县辖12个公社、1个镇：128个生产大队，641个生产小队。
- 1983年，调整为1个镇、12个乡。1984年，调整为4个镇、8个乡。
- 1988年8月26日，经吉林省人民政府批准，撤销珲春市的珲春镇，设立春城乡及靖和、新安、河南、光明四个街道办事处。撤销英安镇，设立英安乡。
- 1992年11月21日，经吉林省人民政府批准，撤销珲春市敬信、板石乡，设立敬信、板石镇。
- 1995年12月，珲春市辖4个街道办事处、3个镇、8个乡；83个居民委员会、126个村民委员会。
- 1999年12月13日，经吉林省人民政府批准：撤销珲春市春城乡、英安乡，设立英安镇，将原春城乡和英安乡管辖的行政区域划归英安镇管辖；撤销马滴达乡，将原马滴达乡管辖的塔子沟、马滴达等6个村划归哈达门乡管辖，四道沟等6个村划归春化镇管辖；将原板石镇管辖的支边、太阳2个村划归近海街道办事处管辖。
- 2000年，珲春市辖5个街道、3个镇、8个乡。
- 2001年9月21日，经吉林省人民政府批准，撤销珲春市光明街道办事处，将其划归英安镇管辖。
- 2002年12月，珲春市辖4个街道办事处、4个镇、3个乡、2个民族乡。

### 区划详情
截至2013年，珲春市辖4个街道、4个镇、3个乡、2个民族乡、1个中国图们江区域（珲春）国际合作示范区、1个边境经济合作区（含出口加工区、中俄互市贸易区）。珲春市人民政府驻河南街1991号。
靖和街道、新安街道、河南街道、近海街道、春化镇、敬信镇、板石镇、英安镇、马川子乡、杨泡满族乡、三家子满族乡、密江乡、哈达门乡、珲春林业局和双新果树场。

## 人口
根据(吉林省)延边朝鲜族自治州第七次全国人口普查公报显示：珲春市常住人口为239359人。年龄结构中0-14岁占比12.11%，15-59岁占比65.76%，60岁以上占比22.12%，65岁以上占比14.36%。
2015年末珲春市户籍人口227897人，比上年增加1337人。其中，城镇人口172519人，占75.7%；乡村人口55378人，占24.3%。珲春市出生人口1732人，出生率7.6‰；死亡人口1354人，死亡率5.9‰，自然增长率为1.7‰。在总人口中，汉族121461人，占总人口的53.3%；朝鲜族83117人，占总人口的36.5%；满族21909人，占总人口的9.6%,其他民族1410人，占总人口的0.6%。
全市总人口25万人，其中，汉族占47.6%，朝鲜族占42.8%。2011年末，珲春市户籍总人口为226530人。

## 交通

### 公路
珲春市境内共有国、省、县、乡公路46条，总里程687.147公里。其中珲春至图们国道1条，里程为28.646公里；圈河至省界省道1条，里程为170.001公里；珲春至大荒沟、大荒沟至汪清、珲春至长岭子、珲春至沙坨子、圈河至防川等县道5条，里程为102公里；乡道39条，里程为386.77公里。公路技术等级分别有一级公路9.986公里，二级公路170.55公里，三级公路107.9公里，四级公路374.081公里，等外公路24.9公里。2013年已基本形成了连接珲春市、通往内地、通向国外的公路网络。
长春至珲春高速公路已经全面贯通，珲春市拥有豪华型大、中、小型客车340辆，城市出租车900辆，各类货运车辆1084辆。相继开通了珲春至朝鲜罗津，珲春至俄罗斯斯拉夫扬卡、符拉迪沃斯托克（海参崴）等2条跨国客货运输线路；珲春至哈尔滨、沈阳、牡丹江、绥芬河、东宁等5条跨省客运线路；珲春至长春、蛟河、抚松、吉林、江源等5条跨地区客货运输线路；珲春至州内延吉、图们、汪清、敦化、和龙、龙井、安图、二道白河等9条县市客货运输线路；市内短途及公交等客货运输线路41条。
- 302国道0公里起点。
- 331国道过境。

### 铁路

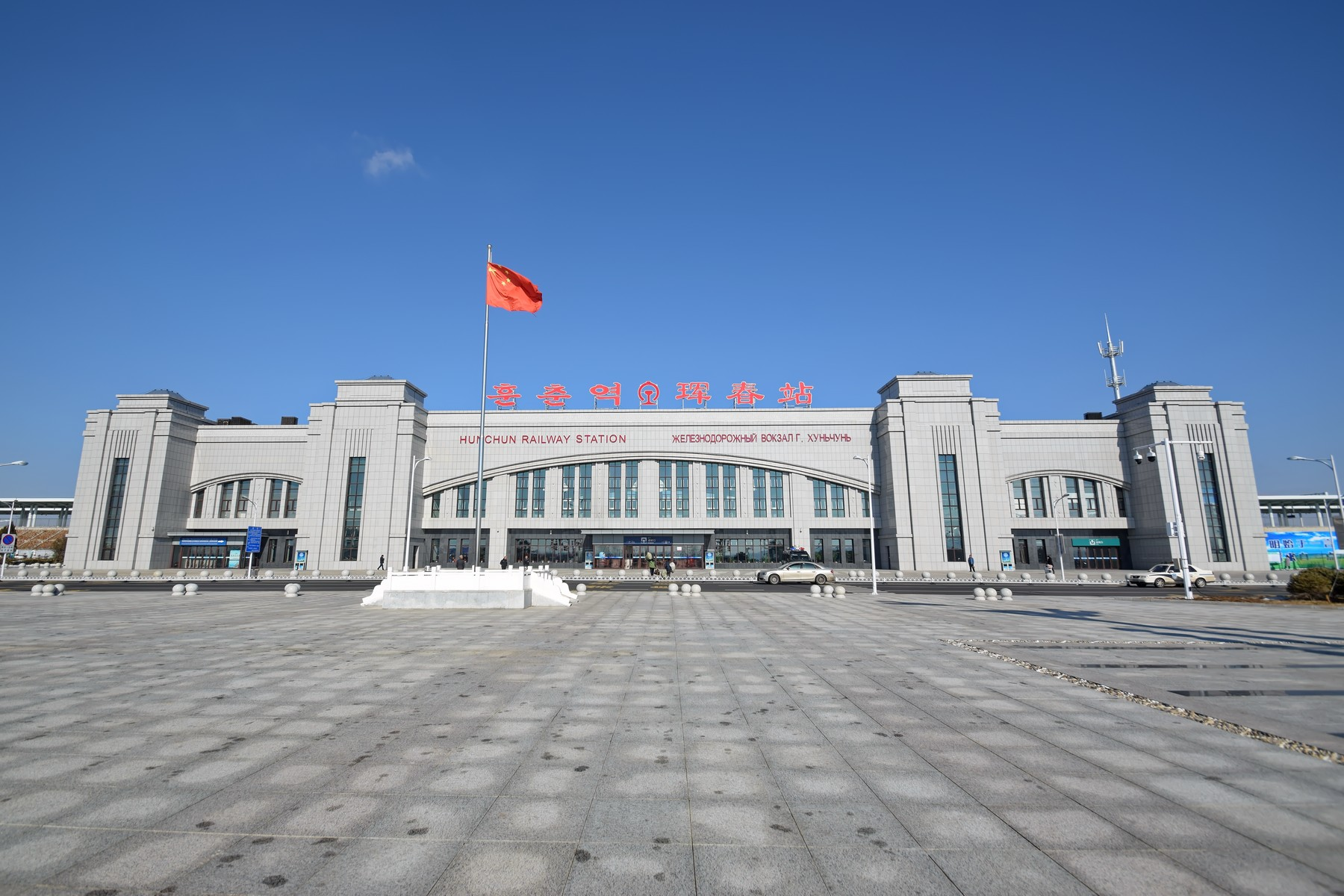
珲春已開通高鐵珲春站，最遠可直達济南。

2015年9月20日，由长春至珲春的长珲城际铁路正式通车。长珲城际铁路西起长春市，东至珲春市，途径九台、吉林、蛟河、敦化、安图、延吉、图们和珲春等8个县市，全线设长春、龙嘉机场、九台南、吉林、蛟河西、威虎岭北、敦化、大石头南、安图西、延吉西、图们北、珲春等12个车站。新建正线359公里，全线有桥梁106座87公里，隧道86座149公里，桥隧比占66%，投资估算416亿元，设计时速250公里。另外，这条客运专线建成后，珲春至长春的旅行时间缩短至2.5~3小时，珲春站至东宁铁路的前期工作已全面启动。
珲春境内现已有铁路线总长78公里，其中图们至珲春南站64公里，珲春南至俄罗斯边境14公里。通过珲春铁路口岸，中方的标准轨铁路可以直达俄罗斯的波谢特港。

### 水运
2011年6月8日早晨5时30分，随着“永合号”货轮在俄罗斯扎鲁比诺港鸣笛起航驶向韩国釜山港，一条由中国、俄罗斯、韩国共同开发的珲春经俄罗斯扎鲁比诺至韩国釜山的陆海联运定期航线正式开通。

### 航空
珲春至延吉朝阳川国际机场96公里。

## 文化
珲春市拥有朝鲜族洞箫、满族剪纸等国家级非物质文化遗产。珲春文化包括：抗战文化、生态文化、记录俄罗斯和日本侵华历史的警示文化、反映民族民俗演进历程的移民文化、朝鲜族文化、萨满文化。截至2012年，珲春市拥有1个国家级和1个省级非物质文化遗产，1个国家级重点文物保护单位，7个省级重点文物保护单位，134处古文化遗址。

## 特产
珲春特产主要有：珲春大米、朝鲜族冷面、米肠、泡菜、打糕、辣椒酱、狗肉汤饭、石锅拌饭、木耳、蕨菜、人参、朝鲜族民俗工艺品、朝鲜族服装、民族乐器、朝鲜旅游商品、韩国旅游工艺品、俄罗斯旅游工艺品、大马哈鱼、东海/日本海毛蟹、板蟹等海产品。

## 经济
珲春具有丰富的煤炭资源。珲春煤田始建于1976年，1992年成立珲春矿务局，2005年改制为珲春矿业（集团）有限责任公司，是吉林省五大国有独资煤炭企业之一，母公司为吉林省煤业集团有限公司。八连城、板石、英安、富强等四个煤矿全部达产，年产原煤1000万吨，实现年收入30亿元、利税6亿元。配套的大唐珲春电厂，装机2X330兆瓦国产亚临界机组。

## 观光

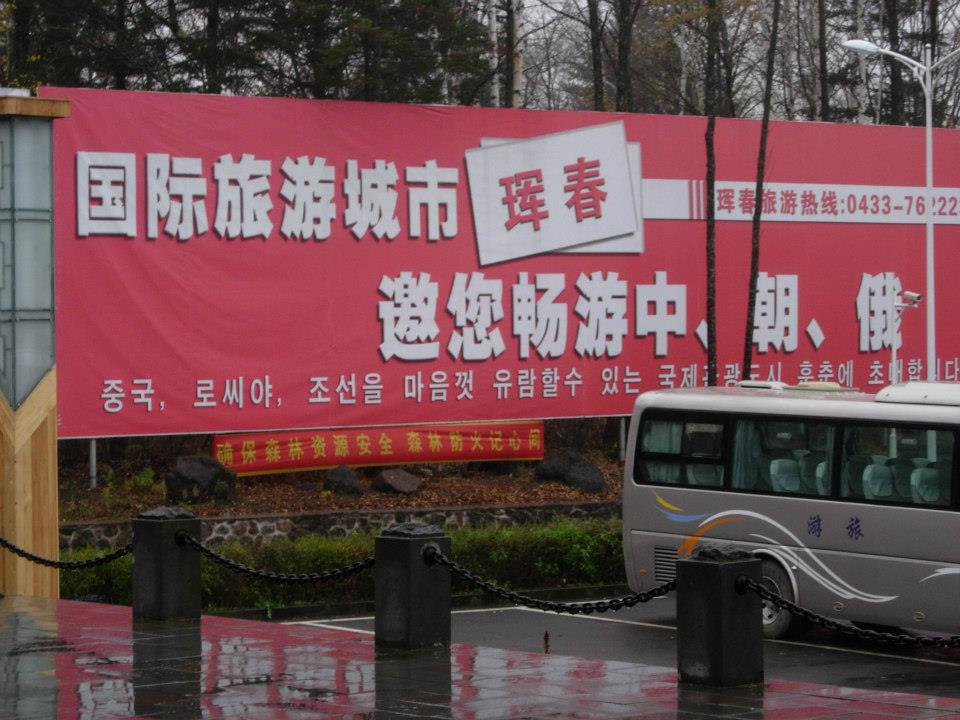
白头山入口停车场的牌子上写着珲春是中俄朝边境地区。

珲春市有秀美的自然风光和独特的人文古迹。珲春依山面海，气候宜人，植物繁茂，江河纵横，山川锦绣，自然风光秀美独特。珲春市历史悠久，截至2013年，珲春市共发现历史遗址、墓群、城址、碑刻、古建筑址80余处，其中列为省级重点文物保护的有7处。珲春市拥有一个国家级风景名胜区——防川景区，一个国家森林公园——图们江国家森林公园。
- 珲春防川国家级风景名胜区，位于距珲春市70公里，中、朝、俄三国交界处，一眼望三国的“东方第一村——防川”。站在“望海阁”上可以尽收三国边境风光，左侧是俄罗斯小镇包得哥尔那亚，右侧是朝鲜的豆满江市，前方15公里即为朝鲜东海（日本海），有着“鸡鸣闻三国，犬吠惊三疆”的独特边疆风貌[8]:318。
- 八连城，坐落在珲春市珲春平原的西端，市国营原种场境内的田地里。渤海国的东京龙源府遗址。该城具有外城、内城和皇城。外城周长3984米，国王活动在皇城内。东京龙源府下辖有庆、盐、穆、贺四州，其中庆州为首州，即今日的温特赫邻城。盐州在今俄国境内之炎杵河畔的海岸线上，因那里盛产食盐而得名。
- 森林山，位于珲春市东北部，东径130°37′13″，北纬43°10′40″，距市区约65公里。是珲春市与汪清县交界的老爷岭的主峰，珲春河、汪清河、绥芬河的源头，海拔高度1477.4米。据南京紫金山天文台何玉囡教授测定，森林山2001年1月1日的日出时间是6时41分，是21世纪中国大陆第一缕曙光首照地。
- 灵宝寺位于珲春市区海拔120米的北山旅游文化城核心区域，占地面积10000平方米。景区内共建有山门、钟鼓楼、送子观音、地藏菩萨、财神殿、滴水观音、天王殿、弥勒佛、大雄宝殿、千手观音、石林大佛、天坛卧佛、灵宝塔、长城、万佛洞、水灵洞等十六处佛教景观，每处景观都风格新颖，各具特色。

## 姊妹都市
- 日本鸟取县境港市
- 韓國安山市（2023年締結）[9]